# Morphopsis brunnifascia
Morphopsis brunnifascia är en fjärilsart som beskrevs av Joicey, Noakes och Talbot 1915. Morphopsis brunnifascia ingår i släktet Morphopsis och familjen praktfjärilar. Inga underarter finns listade i Catalogue of Life.